# 紐芬蘭狼
纽芬兰狼（學名：Canis lupus beothucus）是灰狼的亞種之一，毛色为灰色和白色。原生活在加拿大東岸的纽芬兰岛上，因人类捕杀而在二十世纪初滅絕。
原本由纽芬兰狼所占据的生態位目前已被來自加拿大大陆的东方郊狼所替代。

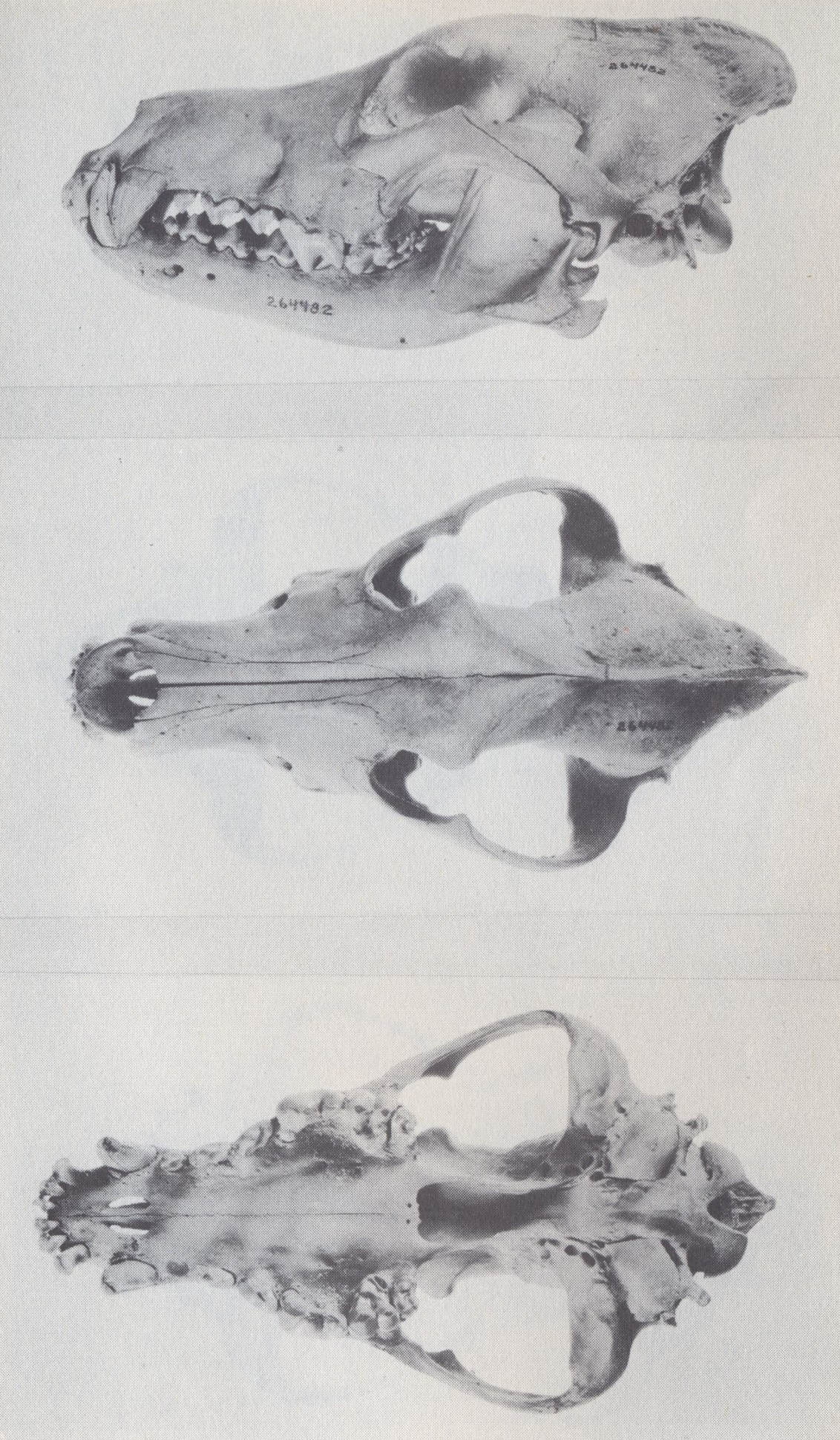
纽芬兰狼的头盖骨

## 特征
纽芬兰白狼是纽芬兰狼下的毛色白化种，是灰狼的一个亚种，由哈佛大学动物学家Glover Morrill Allen和Thomas Barbour根据仅存的上颚牙齿切片和头骨标本命名且分类。生活在加拿大纽芬兰岛上，属于古老狼种，甚至被发现于4000年前的印第安人墓中。
纽芬兰狼体长约180cm，体重可以达到100磅以上，毛色分为普通的灰色和白色，其中白色的被称呼为“纽芬兰白狼(Lupo bianco di Terranova)”。

## 历史
纽芬兰狼的灭绝包含了多种因素，其中影响最大的便是人类的捕杀令，再加上食物源的减少。
根据牧师William Wilson和地质学家JB Jukes的笔记记录，1834~1839年间，纽芬兰狼因为袭击家畜而聲名狼藉，纽芬兰地方政府于1839年9月14日通过并实施了鼓励猎杀纽芬兰狼的悬赏令，并以每头5英镑的价格计算。到了1872年，政府将这笔赏金的金额调高到12英镑，人们大量的参与到反狼运动中，此时当地报社也开始大肆批判纽芬兰狼，并延续到了纽芬兰狼灭亡为止。人们与报社都宣称其政府做的是正确的决定，并只要是看到疑似狼的动物都可以开枪击杀，这导致1872—1930年间纽芬兰岛及周边地区的狗经常遭到误杀。杀狼赏金法案直到1963年才被废除。
而到了20世纪初，因为打狼运动的影响，纽芬兰狼的数量快速减少。天敌减少后纽芬兰驯鹿（北美驯鹿）便开始大规模的啃食森林，导致在1915~1925短短十年间里当地驯鹿的数量急剧下降，从1915年的12万只到1925年的5000~6000只，食物源减少后的纽芬兰狼崽存活率也随之快速下降，成年狼死亡率更高，纽芬兰狼快速走向消亡。

## 灭绝年份
根据大量20世纪初的资料表明，纽芬兰狼的灭绝年份实际上并不是在世界范围内广为流传的1911年。根据John E.Maunder刊登于1982年冬天的纽芬兰当地报纸《鱼鹰报》的文章，纽芬兰狼真正的灭绝日期应该是在1930年左右。
关于1911年灭绝的说法来源于纽芬兰历史协会(Newfoundland Natural History Society)于1979年12月25日发表的一篇文章，文章中提到了可能为1911年，但最终确定为1925-1930年这段时间灭绝。

## 外部連結
- （英文） [https://web.archive.org/web/20090802094426/http://www.uwsp.edu/geo/faculty/heywood/Geog358/extinctm/NewfWolf.htm The Newfoundland Wolf
- （英文） Cyril F.;Cuff,Robert, Encyclopedia of Newfoundland and Labrador, volume 5
- （英文） John E.Maunder The Osprey winter1982 （页面存档备份，存于）